# Герб города Щучье
Герб муниципального образования город Щучье Курганской области Российской Федерации — опознавательно-правовой знак, составленный и употребляемый в соответствии с геральдическими (гербоведческими) правилами, и являющийся официальным символом города как муниципального образования на территории Щучанского района, Курганской области, символизирующий его достоинство и административное значение, единство его территории и населения, историческую преемственность, а также права органов местного самоуправления города.
Герб утверждён решением Щучанской городской Думы от 31 октября 2013 года № 34.

### Герб 2012 года

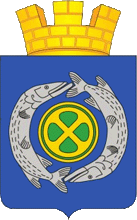
Герб 2012 года

Герб утверждён решением Щучанской городской Думы от 21 декабря 2012 года № 36 «Об официальных символах города Щучье».
В лазоревом поле золотой косвенный, лапчатый на концах, крест, вписанный в широкое кольцо того же металла, имеющего с внешней стороны внутреннюю кайму в цвет поля, сопровождаемый двумя серебряными щуками, положенными в кольцо и кусающими друг друга за хвост. Щит увенчан муниципальной короной установленного образца.
Корона, венчающая щит, является геральдической короной достоинства, приличествующей городу как муниципальному образованию.
Герб может воспроизводиться как с короной (полный герб), так и без неё (сокращенный герб); обе версии герба равноправны и имеют одинаковый статус.

### Герб 2013 года
В лазоревом поле золотой косвенный, лапчатый на концах, крест, вписанный в широкое кольцо того же металла, имеющего с внешней стороны внутреннюю кайму в цвет поля, сопровождаемый двумя белыми щуками, положенными в кольцо. Щит увенчан муниципальной короной установленного образца».
Корона, венчающая щит, является геральдической короной достоинства, приличествующей городу как муниципальному образованию.
Герб может воспроизводиться как с короной (полный герб), так и без неё (сокращенный герб); обе версии герба равноправны и имеют одинаковый статус.